# Acervus aurantiacus
Acervus aurantiacus är en svampart som beskrevs av Kanouse 1938. Acervus aurantiacus ingår i släktet Acervus och familjen Pyronemataceae.   Inga underarter finns listade i Catalogue of Life.